# Никитин, Андрей Никитич
Андре́й Ники́тич Ники́тин (1804/1805, Владимирская губерния — 28 ноября 1887) — русский купец, потомственный почётный гражданин, меценат. С 1867 по 1886 годы занимал должность владимирского городского головы.

## Биография

### Ранние годы жизни
Андрей Никитич Никитин родился в начале XIX века в семье Никиты Алексеевича Никитина, крепостного крестьянина князя Николая Ивановича Салтыкова. Уже в возрасте 13 лет Андрей в помощь отцу начал трудиться в артели плотников. В течение трёх лет он изучал плотницкое дело, работая наравне с взрослыми. В 16 лет за счёт трудолюбия и усердия был назначен старшим десятником над артелью. В 1828 году его хозяин, помещик Ильин назначил Андрея Никитича главным приказчиком с вознаграждением 700 рублей ассигнациями в год.
В 1836 году Андрей Никитин, заплативший 3000 рублей ассигнациями и 4000 рублей серебром, вместе с семьёй был освобождён от крепостной зависимости и в том же году он был назначен куратором работ по построению шоссе из Москвы в Нижний Новгород. Оценив по достоинству проделанный Никитиным труд, помещик Ильин пригласил его «быть товарищем по всем подрядным делам и разного рода предприятиям». В 1839 году Никитин вошёл во 2-ю купеческую гильдию и купил дом на Нижегородской улице Владимира.
Андрей Никитич, войдя в 1842 году в 1-ю купеческую гильдию, занялся подрядом самостоятельно. Работа его заключалась в построении и ремонте шоссейных дорог, мостов и станционных домов при них, в различного рода поставках и содержании почтовых лошадей во Владимирской губернии. После 10-летнего непрерывного пребывания в звании купца 1-й гильдии был удостоен звания потомственного почётного гражданина.

### Общественная деятельность и благотворительность
Спустя год после вхождения во 2-ю купеческую гильдию Андрей Никитич на собственные средства перестроил пришедшую в упадок Борисо-Глебскую церковь во Владимире. В 1842 году он выкупил дом на Нижегородской улице во Владимире и основал в нём приют для бедных детей, который назвал Александрийским. В дальнейшем предприниматель не забывал оказывать поддержку приюту: являясь его почётным старшиной, он каждый год вносил по 300 рублей для его существования.
В 1867 году Андрей Никитич был избран городской головой города Владимир. При вступлении в должность его основной задачей стало окончание прокладки водопровода. Город стоит на реке Клязьме, которая расположена вдали от его границ, подъёмы от реки в город довольно длинные и крутые. При устройстве железной дороги между Москвой и Нижним Новгородом через её полотно было организовано лишь два проезда, поэтому жителям приходилось ездить и ходить за водой версту, две, иногда и более. На дорогу из центра города к реке, наполнение бочки водой и обратный подъём требовалось более часа, а самая сильная рабочая лошадь не могла доставлять в сутки больше шести бочек. Разрешение на строительство водопровода было дано Министерством внутренних дел 19 декабря 1861 года. Проведение водовода в городскую черту началось 15 июня 1865 года. Весной 1871 года при постоянном наблюдении Андрея Никитича за работой устройство водопровода было окончено; сам Никитин потратил при этом более 26 тысяч рублей собственных средств. 18 января 1874 года по ходатайству владимирских жителей, связанному с завершением строительства городского водопровода, Андрей Никитич Никитин был пожалован орденом Святого Станислава II степени.